# Nådastol (tempelinteriör)
Nådastolen var en del av inredningen i Jerusalems tempel
Nådastolen, som var det på Guds befallning förfärdigade locket på vittnesbördets ark, betraktades som Jahvehs tron. Därifrån tänktes Gud tala, och där tronade hans härlighet.